# Meccanismo focale

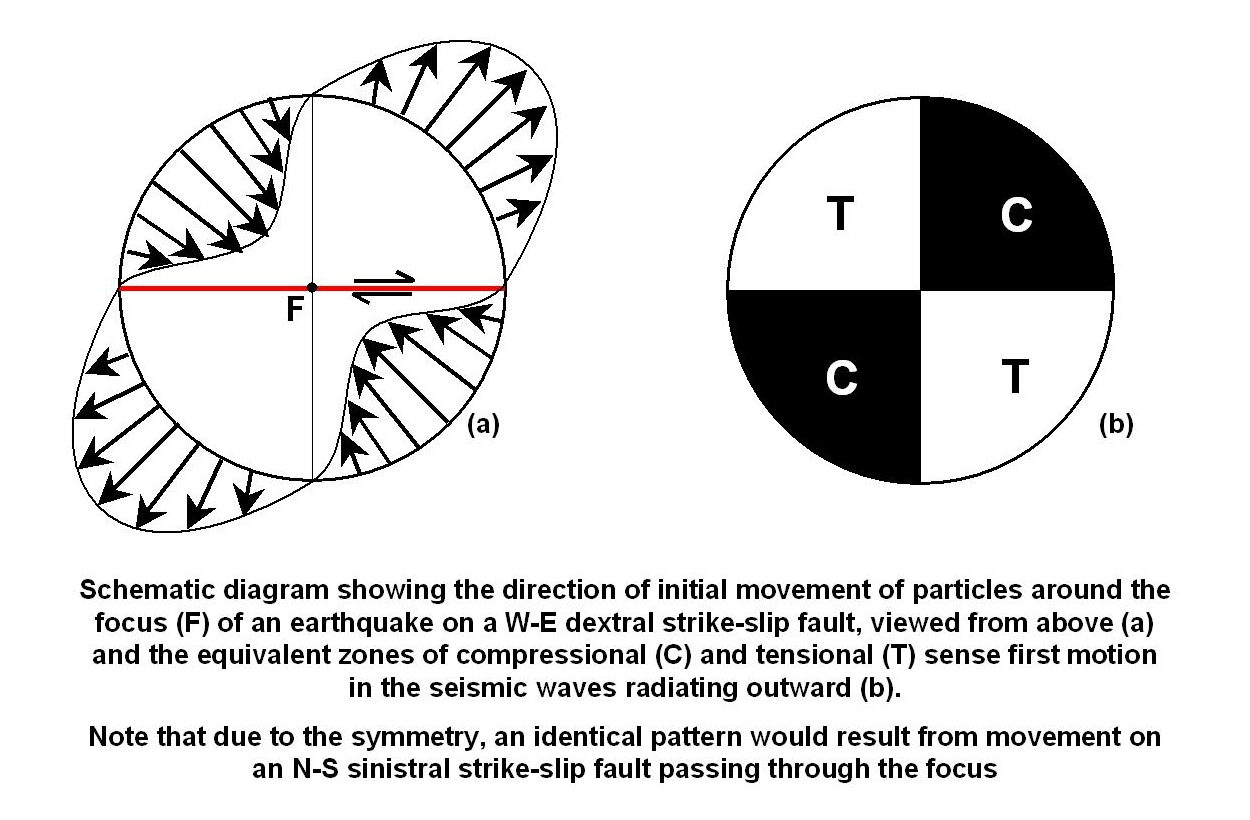
Spiegazione del diagramma del meccanismo focale: a sinistra diagramma mostrante la direzione iniziale di movimento delle particelle relativamente al punto F (punto focale) di un terremoto generato da una faglia trascorrente destra, vista dalla verticale, a destra la rappresentazione grafica a "beachball", in cui i quadranti sottoposti al movimento iniziale con effetto compressionale (C) sono neri e quelli con regime tensorio sono bianchi

Il meccanismo focale di un terremoto descrive la deformazione delle rocce nella regione ipocentrale ove si trova la sorgente che genera le onde sismiche. Nel caso di un evento sismico dovuto ad una faglia si riferisce all'orientamento del piano lungo il quale la faglia si è mossa e al vettore del movimento. Il meccanismo focale è noto anche come soluzione del piano di faglia. I meccanismi focali sono derivati da una soluzione del tensore del momento sismico per il terremoto in oggetto. Il tensore viene stimato tramite un'analisi delle forme d'onda sismiche osservate. Il meccanismo focale può essere derivato partendo dall'osservazione dei "primi movimenti", cioè osservando se il primo arrivo delle onde P registrato al sismografo pulsa verso l'alto o verso il basso. Questo metodo veniva utilizzato ancor prima che le forme d'onda venissero registrate ed analizzate in modo digitale ed è ancora utilizzato per i terremoti troppo deboli per una facile soluzione del tensore del momento sismico. Al giorno d'oggi i meccanismi focali sono derivati principalmente utilizzando l'analisi semi-automatica delle forme d'onda registrate.

## Soluzioni del tensore del momento sismico

Da sinistra: diagrammi "beachball" per scosse originate da faglie trascorrenti, faglie inverse e faglie normali

La soluzione del tensore del momento sismico viene tipicamente visualizzata graficamente usando un cosiddetto diagramma "beachball" ("pallone da spiaggia"). Il modello dell'energia irradiata durante un terremoto con una sola direzione del movimento su un unico piano di faglia può essere modellato come una doppia coppia, la quale è descritta matematicamente come un caso particolare di un tensore del secondo ordine (simile a quelli che descrivono la tensione interna e la deformazione) conosciuto come il tensore del momento sismico.
I terremoti non causati da movimenti della faglia hanno differenti pattern di irraggiamento dell'energia. Nel caso di un'esplosione nucleare sotterranea, per esempio, il tensore del momento sismico è isotropo, e questa differenza consente di discriminare tali esplosioni facilmente attraverso la loro risposta sismica. La discriminazione tra i terremoti e le esplosioni atomiche costituisce una parte importante del monitoraggio riguardo al rispetto del trattato di bando complessivo dei test nucleari.

### Rappresentazione grafica ("beachball")

Esempio di calcolo di una "beachball" a partire dalle osservazioni

I dati relativi a un certo terremoto vengono mappati utilizzando una proiezione stereografica dell'emisfero inferiore. L'azimut e l'angolo di uscita sono utilizzati per determinare la posizione di un record sismico individuale. L'angolo di uscita è l'angolo rispetto alla verticale di un raggio sismico emergente dal fuoco del terremoto. Questi angoli sono calcolati da un insieme standard di tabelle che descrivono la relazione tra l'angolo di uscita e la distanza tra il centro e la stazione di osservazione. Per convenzione, simboli pieni (●) vengono utilizzati per tracciare i dati provenienti da stazioni in cui il primo movimento registrato dall'onda P è verso l'alto (un'onda di compressione), e simboli vuoti (○) per un primo movimento verso il basso (un'onda di tensione): vengono infine utilizzate delle croci (+) per contrassegnare stazioni che hanno ricevuto segnali troppo deboli per ricavarne una direzione univoca del movimento.
Se ci sono osservazioni sufficienti, si possono disegnare due cerchi massimi ortogonali e ben vincolati che dividono le osservazioni compressive dalle osservazioni tensionali:  questi sono i piani nodali. Le osservazioni di stazioni con movimenti iniziali non chiari si trovano di solito nei pressi di questi piani. Per convenzione i quadranti di compressione sono disegnati in colore pieno e quelli di tensione lasciati in bianco. I due piani nodali si intersecano nell'asse N (neutrale). Vengono spesso tracciati anche gli assi P e T: assieme all'asse N queste tre direzioni corrispondono rispettivamente alle direzioni delle sollecitazioni principali compressive massime, minime e intermedie associate al terremoto. L'asse P viene tracciato al centro del segmento bianco, l'asse T al centro del segmento di colore pieno.

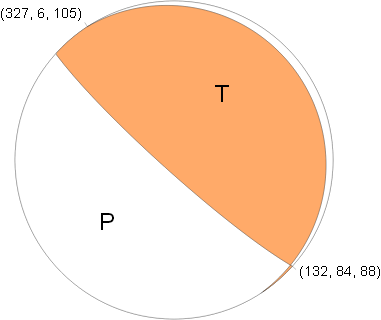
Meccanismo focale calcolato dall'USGS per il terremoto del 2004 nell'Oceano Indiano

Il piano di faglia responsabile del terremoto sarà parallelo a uno dei piani nodali, l'altro è chiamato il piano ausiliario. Non è possibile determinare univocamente tramite un meccanismo focale quale dei piani nodali sia in effetti il piano di faglia. Per rimuovere questa ambiguità sono necessarie ulteriori prove geologiche o geofisiche. Il vettore di slittamento, che è la direzione del movimento di un lato della faglia rispetto all'altro, giace sul piano di faglia, a 90 gradi dall'asse N.
Per fare un esempio, nel terremoto del 2004 dell'Oceano Indiano la soluzione del tensore del momento sismico dà due piani nodali, uno immergente verso nord-est con inclinazione di 6 gradi, l'altro immergente verso sud-ovest con inclinazione di 84 gradi. In questo caso il terremoto può essere positivamente associato al piano che si immerge superficialmente a nord-est, in quanto questo è l'orientamento della placca di subduzione come definito dalle località teatro di terremoti storici e dai modelli della tettonica a zolle.
Le soluzioni del piano di faglia sono utili per definire lo stile delle faglie in volumi sismogenetici profondi, per i quali non esiste un'espressione superficiale del piano di faglia, o dove la traccia di faglia è coperta da un oceano. Un bellissimo e semplice esempio di un test di successo a supporto dell'ipotesi dell'espansione dei fondi oceanici è stata la dimostrazione che la direzione del movimento lungo le faglie di trasformazione oceaniche è opposta a quella che ci si aspetterebbe nella classica interpretazione geologica della dislocazione delle dorsali oceaniche.
Ciò è stato fatto con la costruzione di soluzioni del piano di faglia per terremoti avvenuti in faglie oceaniche, le quali hanno generato grafici beachball tipiche di faglie a scorrimento orizzontale (vedi figure), con un piano nodale parallelo alla faglia e lo scorrimento nella direzione richiesta dall'ipotesi che il fondo del mare si allarghi rispetto alle catene oceaniche.
Le soluzioni del piano di faglia svolgono anche un ruolo chiave nella scoperta che le zone luogo di terremoti profondi in alcune lastre di subduzione sono in fase di compressione, mentre altre sono in tensione.
| Faglia trascorrente sinistra | Faglia trascorrente destra | Faglia inversa | Faglia normale |
| ---------------------------- | -------------------------- | -------------- | -------------- |
|                              |                            |                |                |
|                              |                            |                |                |

## Programmi di calcolo del beachball
Ci sono diversi programmi disponibili per preparare soluzioni di Meccanismo focale (FMS). Fra questi BBC, un toolbox basato su MATLAB, è a disposizione per preparare i diagrammi beachball. Questo software traccia i primi dati di polarità del primo movimento arrivati in diverse stazioni. La compressione e la dilatazione vengono separate con l'aiuto del mouse. Un diagramma finale viene generato automaticamente.